# Gary Ridgway
Pour les articles homonymes, voir Ridgway.
Gary Ridgway est un tueur en série américain né le 18 février 1949 à Salt Lake City dans l'Utah. Le mode opératoire de Gary Ridgway consistait à étrangler ses victimes, violer leurs cadavres et les jeter dans la forêt ou bien dans la rivière Green River. Il lui arrivait également d'enterrer le corps de ses victimes.
Il aurait assassiné entre 49 et 90 personnes, autour des villes de Seattle et Tacoma, dans l'État de Washington. Ses premiers crimes remontent à 1982, et très vite la presse lui attribue le surnom de « tueur de la Green River », du nom de la rivière dans laquelle il jette ses cinq premières victimes. Cependant, il n'a été démasqué qu'en novembre 2001, grâce à l'analyse de traces ADN.

## Biographie
Gary Leon Ridgway est né le 18 février 1949 à Salt Lake City dans l'Utah. Il est le deuxième des trois fils de Mary et Thomas Ridgway. Sa vie familiale est quelque peu troublée, des parents ayant décrit sa mère comme une dominatrice. Son père est un chauffeur d'autobus se plaignant souvent de la présence de prostituées. Pendant son enfance, il est atteint des symptômes de la triade Macdonald (pyromanie, énurésie nocturne, cruauté envers les animaux).
Jusqu'en 1962, Ridgway a un problème d'énurésie nocturne, obligeant sa mère à laver ses organes génitaux après chaque épisode. Il dira plus tard aux psychologues de la défense que son adolescence est source de sentiments contradictoires de colère et d'attraction sexuelle envers sa mère, jusqu'à fantasmer sur sa mort.
En 1965, à 16 ans, il commet une tentative de meurtre au couteau sur un enfant de 6 ans pour, selon lui, connaître la sensation de tuer.
En 1970, à 21 ans, Ridgway s'engage dans l'US Navy. Il navigue jusqu'aux Philippines où il se met à fréquenter des prostituées.
En 1973, il se marie à Marcia Lorene Brown avec qui il a un fils, né en 1975.
En mai 1981, Marcia rompt avec Ridgway. Alors qu'il est encore marié, celui-ci lui demande d'avoir des relations sexuelles dans des lieux publics, où ils pouvaient se faire remarquer. En 1988, il se marie à Judith Lorraine Lynch, dont il se séparera en 2002, lors de l'attente de son procès.

### Les meurtres de la Green River
Ridgway tue pour la première fois, le 8 juillet 1982, avec le meurtre de Wendy Lee Coffield, une prostituée âgée de 16 ans. Son corps est découvert dans la Green River, sept jours après sa mort. Le 17 juillet 1982, il tue une prostituée de 17 ans, Gisele Ann Lovvorn, dont le corps sera découvert le 25 septembre 1982, dans les mêmes conditions et au même endroit, ses vêtements enroulés autour du cou. Le 25 juillet 1982, Debra Lynn Bonner est tuée à son tour et son corps est découvert dans la Green River, 12 août 1982. Trois autres meurtres ont lieu en août 1982, marquant le début de l'« affaire du tueur de la Green River ».
Ridgway revient à de nombreuses reprises sur les lieux de certains meurtres, et commis des actes de nécrophilie sur leur corps. Il montre également un grand intérêt pour les prostituées ; il fréquente un quartier de Seattle, connu sous le nom du Strip, où il rencontre plusieurs de ses victimes. Ridgway éprouve, à certaines reprises, beaucoup de rage, même après avoir tué ses victimes ; il tente donc de brûler les cheveux de l'une d'elles, Linda Jane Rule.
En octobre 1984, le tueur en série Ted Bundy propose ses services aux enquêteurs Robert D. Keppel (en) (qui avait déjà travaillé sur son cas une décennie auparavant) et Dave Reichert pour les aider à traquer le tueur de la Green River. Keppel et Reichert se rendent plusieurs fois en Floride pour aller interroger Bundy dans le couloir de la mort de la prison de Starke afin de mieux cerner la psychologie du tueur de la Green River.
En avril 1987, Ridgway faisait partie d'une liste de suspects, ayant été aperçu discutant avec une des victimes, Maria Malvar. Il a arrêté de tuer plusieurs années durant, après une perquisition, bien qu'aucune preuve ne fût trouvée contre lui.
Les policiers découvriront en tout 40 corps de femmes ou adolescentes, entre 1982 et 1988, ainsi que deux autres en 1991 et 1998.
En mars 1990 et janvier 1998, Ridgway tue deux autres femmes. Il est toujours insaisissable lorsque, en 2001, les progrès de la technologie relancent l'enquête et permettent d'identifier l'ADN de Ridgway.

### Arrestation, incarcération et condamnation pour 48 assassinats
Ridgway est arrêté le 30 novembre 2001, en sortant d'une entreprise appartenant à Kenworth où il travaille. Bien qu'il nie les faits, il est accusé de 48 meurtres et incarcéré au pénitencier d'État de l'État de Washington à Walla Walla.
Après avoir nié, Ridgway explique aux inspecteurs qu'en ayant des relations sexuelles sur les corps de certaines de ses victimes, il n'avait pas à payer pour le sexe. Il reconnaît qu'il montrait parfois des photos de son fils pour apaiser la méfiance des jeunes femmes qu'il comptait tuer. Les tests de QI de Ridgway ne dépassant 82, ce qui indique une intelligence en dessous de la moyenne. Les psychiatres découvrent également qu'il souffre de psychopathie et qu'il n'éprouve aucune anxiété en mentant.
Lors de son procès, en novembre 2003, ses avocats ne plaident pas la folie pour Gary Ridgway, bien qu'il ait montré des signes de personnalité antisociale pendant son enfance et qu'il soit nécrophile. Il semble qu'en commettant ces actes, Gary Ridgway souhaitait se débarrasser de la rage qu'il éprouvait envers sa mère.
Ayant échappé à la peine capitale, il est condamné, le 18 décembre 2003, à 48 peines de prison à perpétuité sans remise de peine possible ainsi qu'aux 10 ans supplémentaires pour destruction de preuves.

### Autres victimes et49econdamnation
Dans un entretien, enregistré le 31 décembre 2003, en compagnie de l'enquêteur Dave Reichert, Ridgway prétend avoir assassiné 71 victimes, après avoir eu des relations sexuelles avec elles.
Le 9 février 2004, les procureurs du comté commencent à publier les enregistrements vidéo des aveux de Ridgway. Dans l'un d'eux, celui-ci déclare aux enquêteurs avoir assassiné 65 femmes, dont un grand nombre de prostituées, du fait de son dégoût pour le métier et de sa facilité à les accoster. En outre de cela, Ridgway avoue avoir eu des relations sexuelles avec les corps de ses victimes après les avoir assassinées, mais affirme avoir commencé à enterrer les dernières victimes afin de résister à commettre des gestes nécrophiles.
Le 21 décembre 2010, des randonneurs près de la West Valley Highway à Auburn, dans l'État de Washington, découvrent un crâne à proximité de l'endroit où les restes de Marie Malvar avaient été trouvés en 2003. Le crâne est identifié comme appartenant à Rebecca "Becky" Marrero, qui a été vue pour la dernière fois en sortant du Western Motel à South 168th Street et Pacific Highway South le 3 décembre 1982. Ridgway est accusé de son meurtre, le 11 février 2011, et est condamné à une 49e peine de prison à perpétuité, le 18 février 2011, le jour de ses 62 ans.

## Documentaires télévisés
- « Le tueur de la rivière verte » dans Ces crimes qui ont choqué le monde sur Numéro 23, RMC Découverte et Investigation.
- « Gary Ridgway, le monstre de la Green River » dans Portraits de criminels sur RMC Story et sur RMC Découverte.
- « Mon oncle, le tueur de la Green River » sur RMC Story.
- « L'hécatombe » dans Catching Killers sur Netflix.

## Dans la culture populaire
- En 2003, le groupe anglais de Power electronics Deathpile base le concept de son album "G.R." sur les agissements de Gary Ridgway. L'album est reconnu dans la scène spécialisée notamment pour le morceau "Known Victims", long de 12 minutes, compilation d'enregistrements et d'interview des victimes et de leurs familles.
- Dans la saison 2 de Dexter. Doakes le mentionne lorsqu'il apprend que Frank Lundy arrive à Miami pour enquêter sur l'affaire du Boucher de Bay Harbor.